# Daiva Ragažinskienė
Daiva Ragažinskienė (geboren als Daiva Tušlaitė) (Panevėžys, 18 juni 1986) is een Litouwse wielrenster. Van 2015 tot en met 2017 en in 2025 won ze het Litouws kampioenschap wielrennen op de weg.

## Carrière
Medio 2009 stopte ze met wielrennen en richtte zich op het stichten van een gezin. In 2013 keerde ze terug in het peloton, met direct een vijfde plaats op het Litouws kampioenschap. Ze reed steeds voor Italiaanse ploegen: in 2007 en 2008 voor S.C. Michela Fanini Rox, voor haar vertrek in 2009 en na haar terugkomst in 2013-2014 bij Chirio-Forno d'Asolo, in 2015 en 2016 voor Inpa-Bianchi en vanaf 2017 voor Alé Cipollini.
Tušlaitė kwam uit voor Litouwen op de Olympische Zomerspelen 2016 in Rio de Janeiro; ze werd 34e in de wegrit.

## Palmares
2004
 Litouws kampioenschap op de weg
2005
 Litouws kampioenschap tijdrijden
2006
 Litouws kampioenschap tijdrijden
2007
 Litouws kampioenschap tijdrijden
2008
4e etappe (ITT) Ronde van Polen
2014
 Litouws kampioenschap tijdrijden
2015
 Litouws kampioene op de weg
 Litouws kampioenschap tijdrijden
Puntenklassement Trophée d'Or
2016
 Litouws kampioene op de weg
 Litouws kampioenschap tijdrijden
Bergklassement Trophée d'Or
2017
 Litouws kampioene op de weg
2018
 Litouws kampioene tijdrijden
2024
 Litouws kampioenschap op de weg
2025
 Litouws kampioene op de weg
Alzini · Bastianelli · Ensing · Hosking · Kasper · Paladin · Santesteban · Stefani · Taylor · Trevisi · Tušlaitė · Vekemans
Bastianelli · Ensing · Frometa Leonard · Hagiwara · Hosking · Kasper · Knetemann · Paladin · Santesteban · Stefani · Swinkels · Trevisi · Tušlaitė · Vekemans